# Atlántico megye
Atlántico Kolumbia egyik megyéje. Az ország északi részén terül el, az Atlanti-óceán partján. Székhelye az ország egyik legjelentősebb városa, Barranquilla.

## Földrajz
Az ország északi részén elterülő megye északon az Atlanti-óceánnal, keleten Magdalena, nyugaton pedig Bolívar megyével határos. Nagy része sík vidék.

## Gazdaság
Legfontosabb termesztett növényei a manióka, a citrom, a mangó, a kukorica, a cirok, a dinnye és a tök. A legjelentősebb tenyésztett állatok a szarvasmarha és a kacsa. A sokszínű ipar legnagyobb bevétele az élelmiszeriparból (főképpen az italok gyártásából), a vegyiparból és a kőolajfinomításból származik.

## Népesség
Ahogy egész Kolumbiában, a népesség növekedése Atlántico megyében is gyors, ezt szemlélteti az alábbi táblázat:
| Év             | Lakosság  |
| -------------- | --------- |
| 1985           | 1 478 213 |
| 1993           | 1 667 500 |
| 2005           | 2 166 156 |
| 2012 (becsült) | 2 402 910 |